# Casa de Ičko
La Casa de Ičko es un monumento cultural de importancia para Belgrado y está situada en Zemun, en la calle Bežanijska 18. 

## Descripción
La Casa de Ičko es un edificio de estilo clásico, construido en 1793. Consiste en un sótano, planta baja y un segundo piso parcial formado por un alto techo a dos aguas con buhardillas. La taberna Marko Kraljević estaba en la planta baja, mientras que el primer piso se utilizaba como vivienda. El edificio es una de las casas más antiguas que se conservan, y es representativo de una casa de pueblo de finales del siglo XVIII.
El edificio es conocido como la Casa de Ičko porque el diplomático y comerciante rebelde Petar Ičko permaneció en él desde 1802-1803 cuando tuvo que abandonar Belgrado tras el regreso al poder de los Dahije. Ičko desempeñó un papel en el primer levantamiento serbio en 1804, trabajando con los rebeldes serbios. 

## Galería

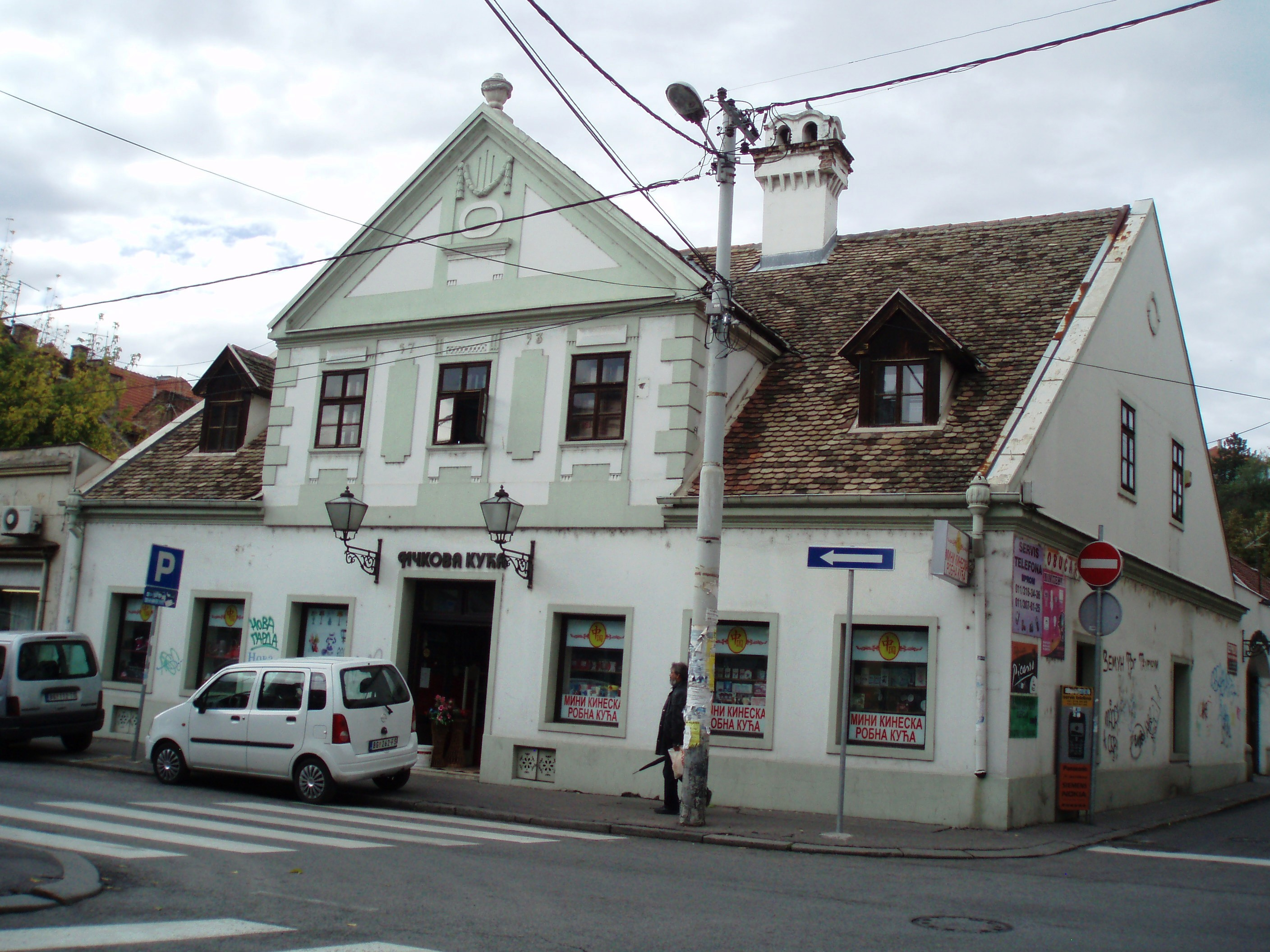
Aspecto de la calle Bežanijska
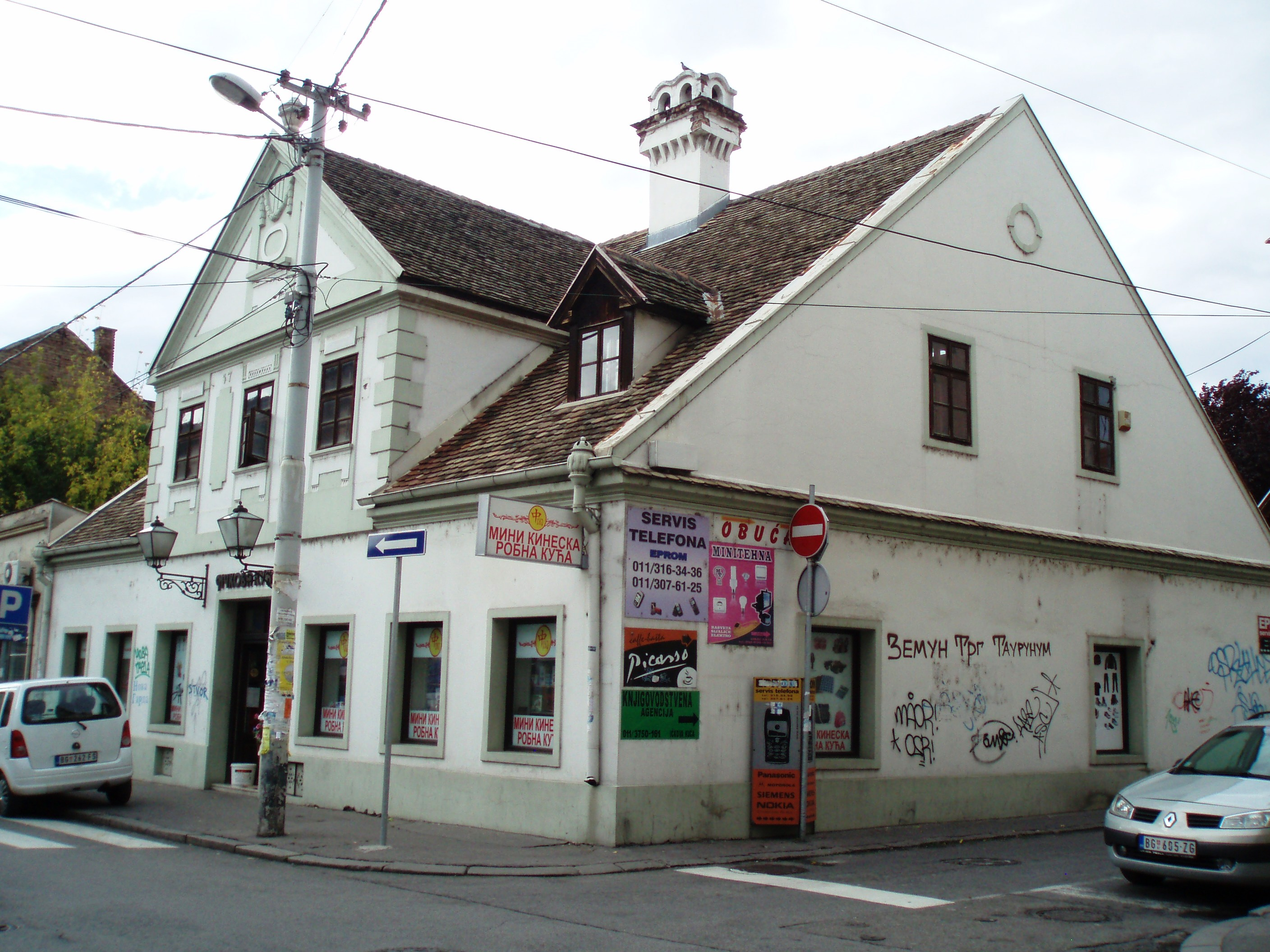
Esquina de la calle Bežanijska y la calle Svetosavska
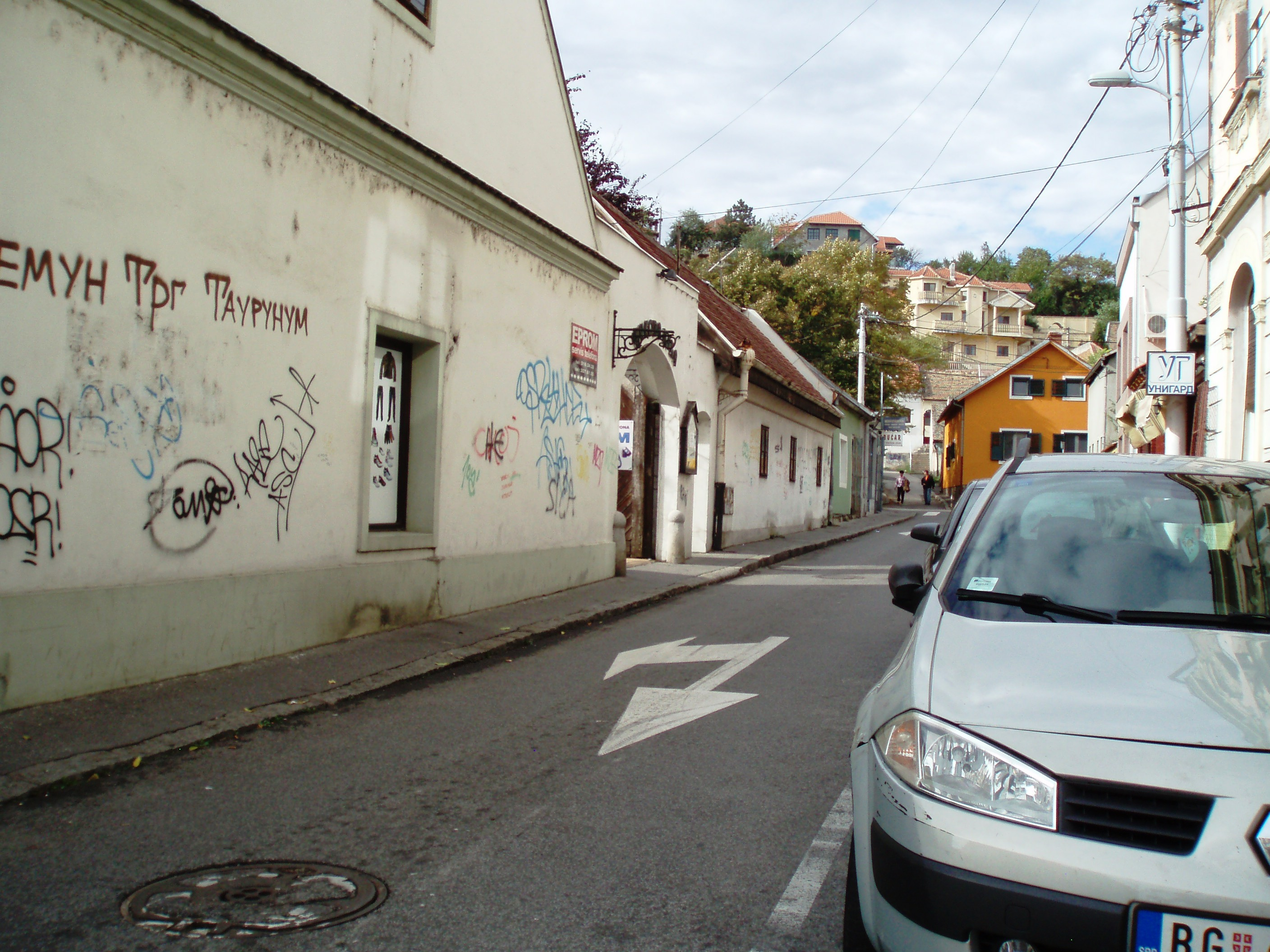
Aspecto de la calle Svetosavska
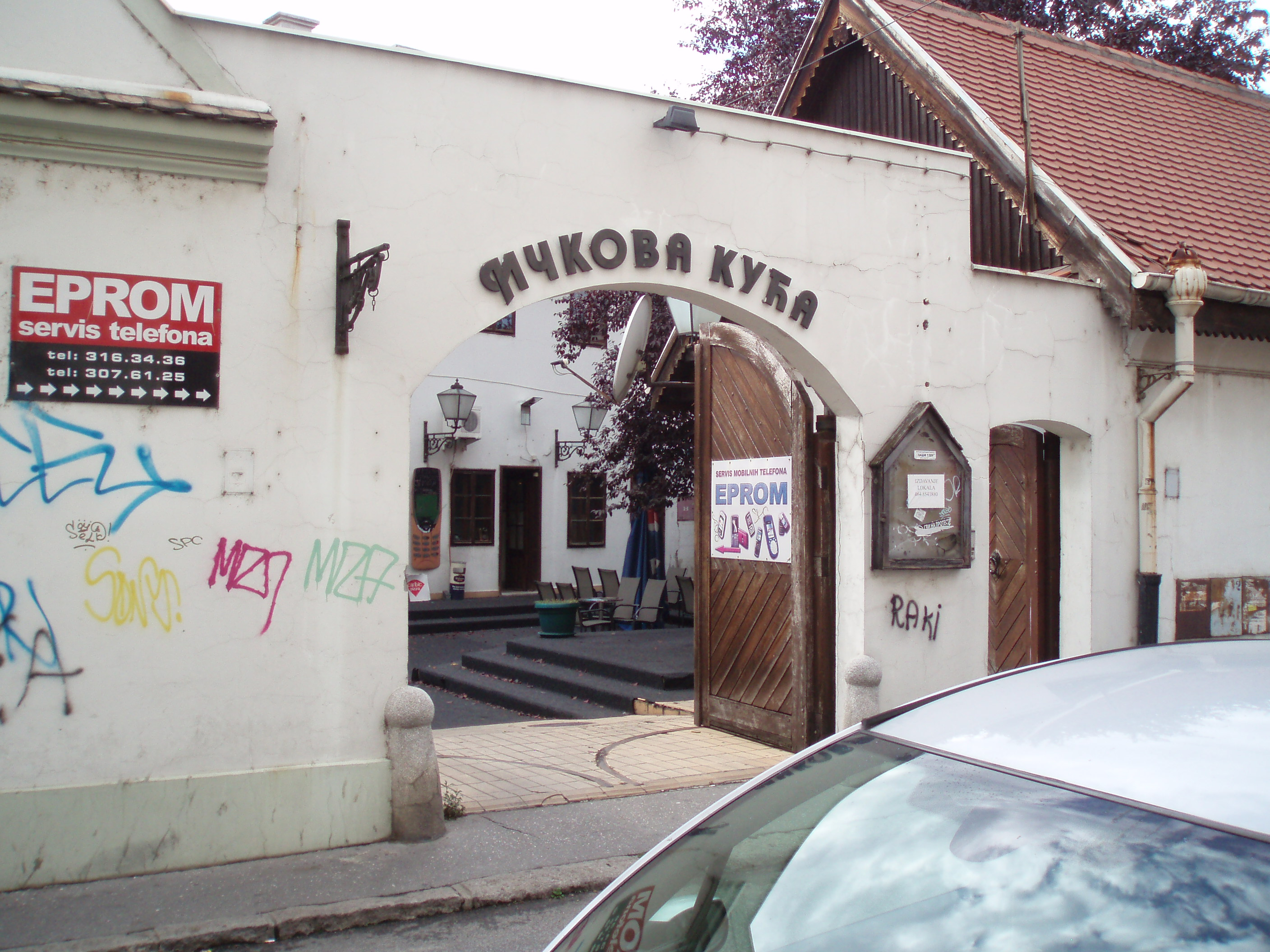
Detalle: puerta de entrada
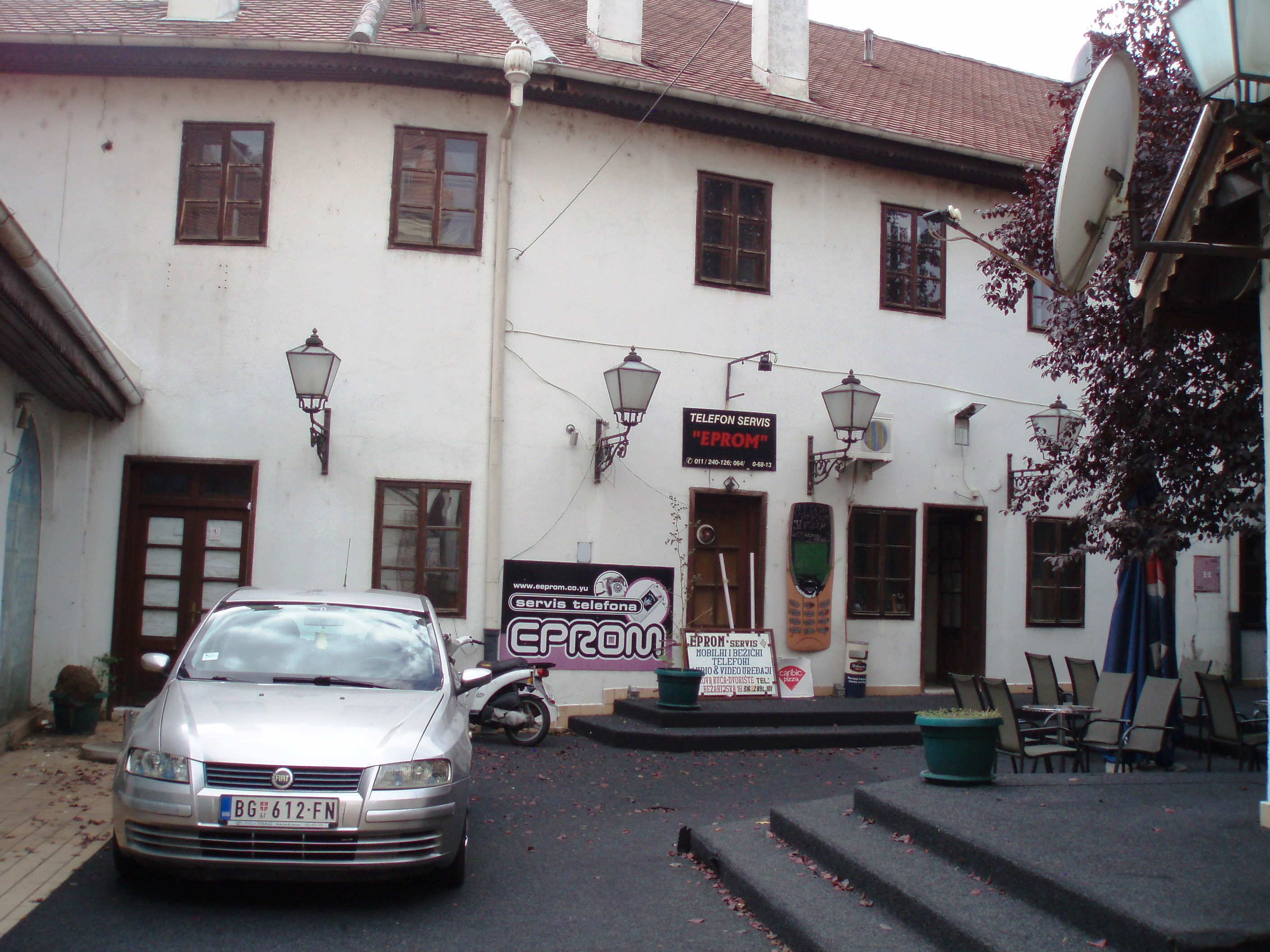
Patio
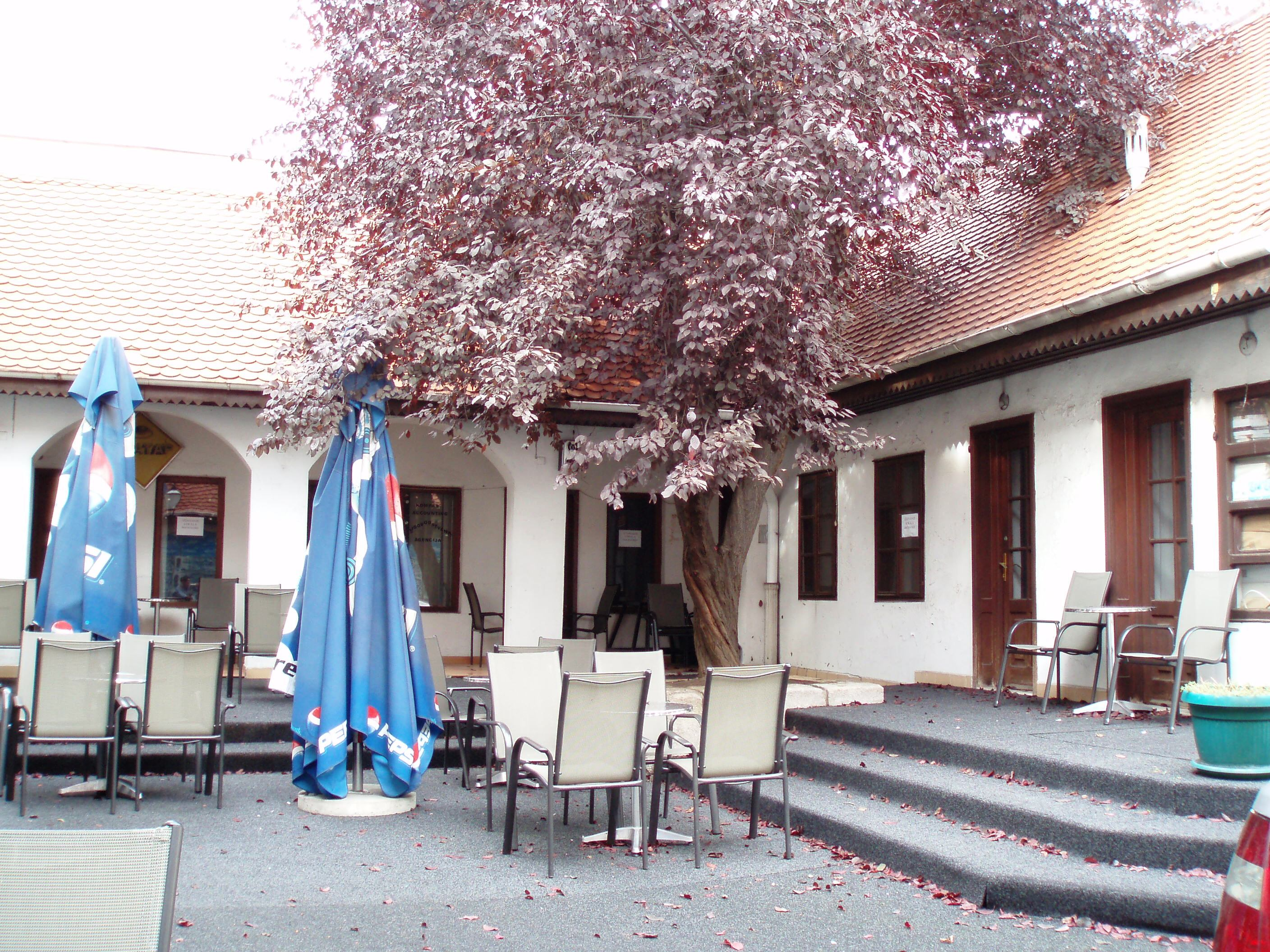
Patio
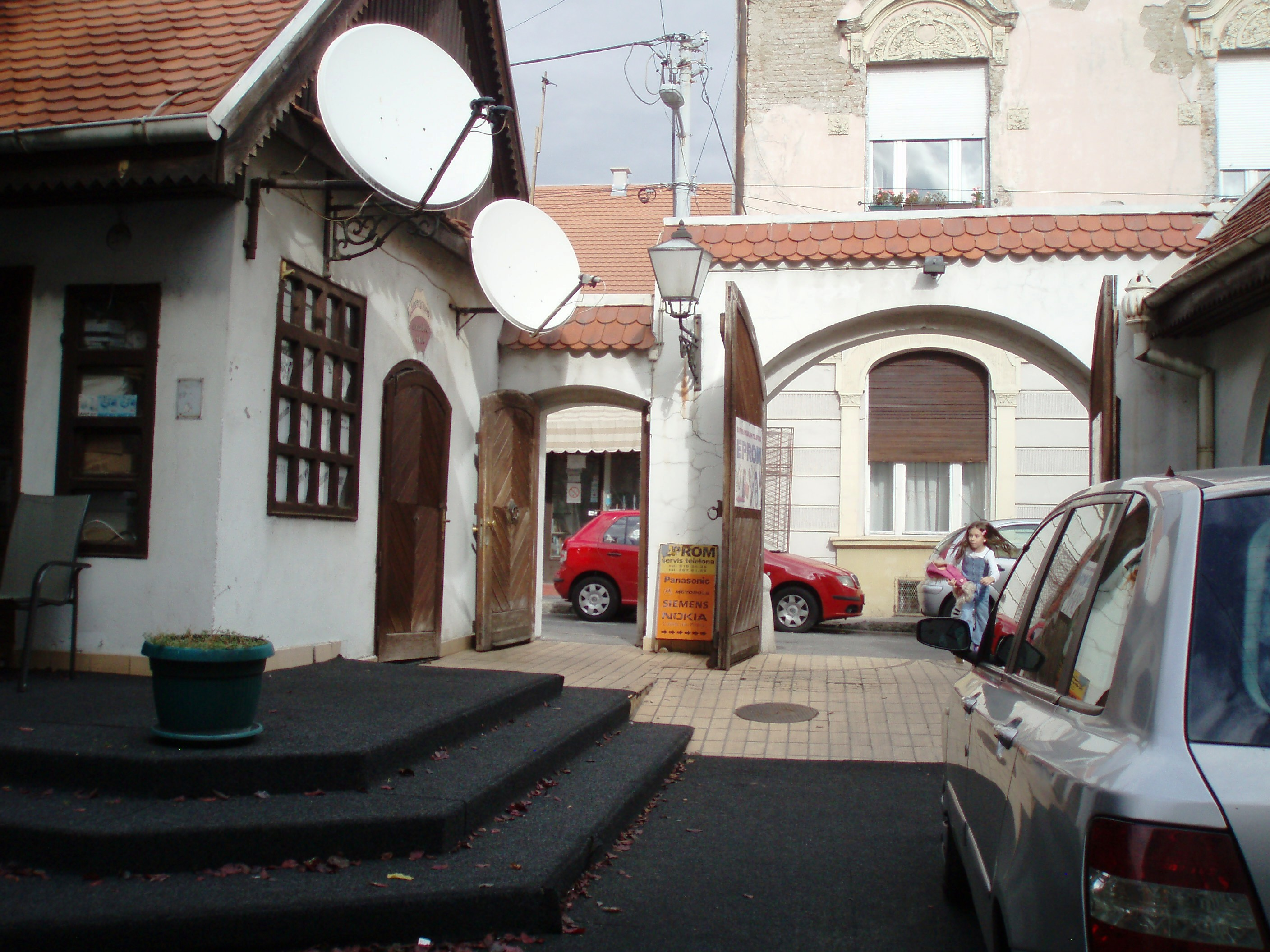
Patio
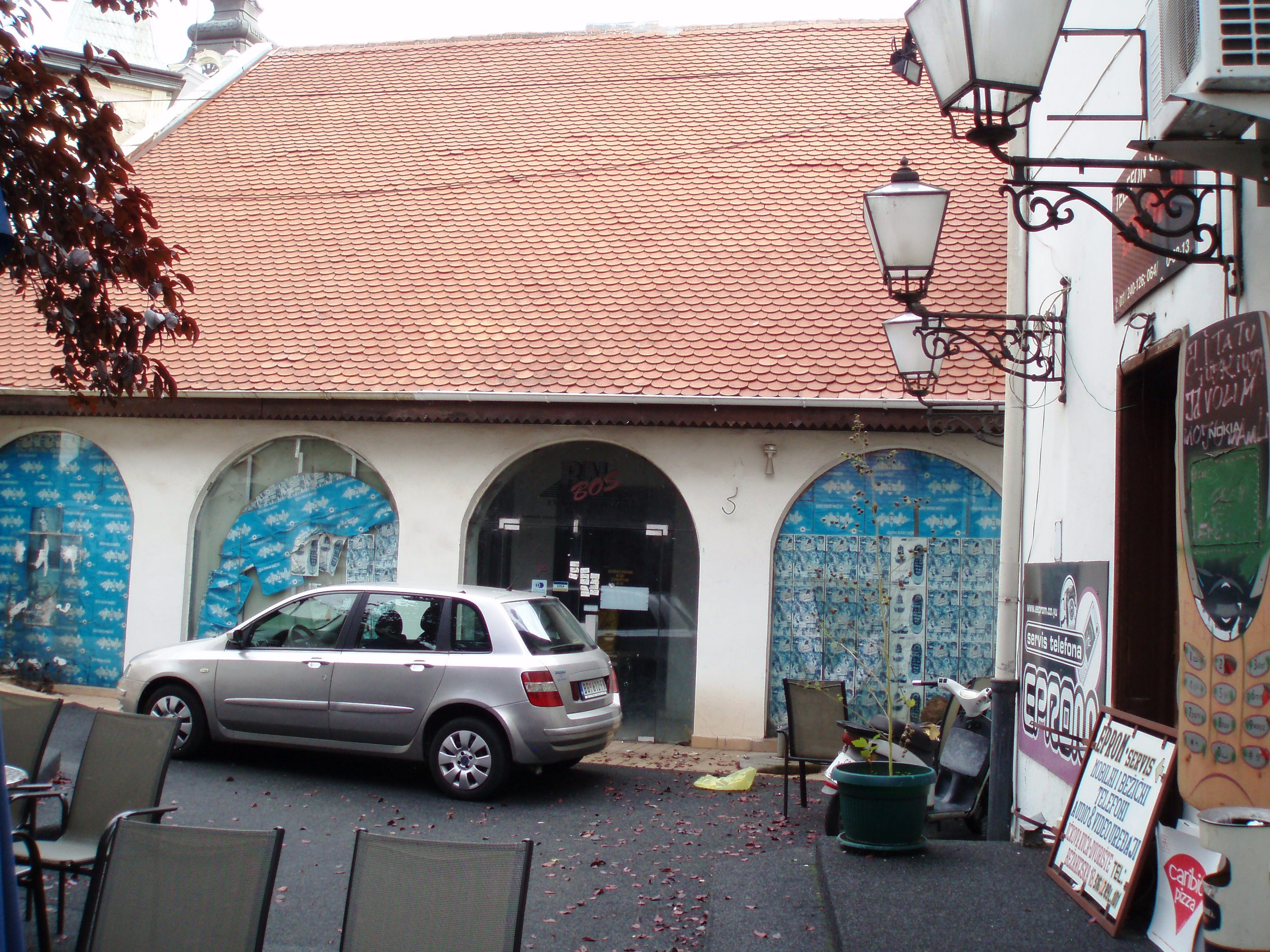
Patio